# Teucrium cuneifolium
Teucrium cuneifolium ist eine Pflanzenart aus der Gattung Gamander (Teucrium).

## Merkmale
Teucrium cuneifolium ist ein Halbstrauch, der Wuchshöhen von 10 bis 25 Zentimeter erreicht. Die Pflanze ist sehr dicht grün- bis weißfilzig. Der Stängel ist angedrückt behaart. Die Blätter sind keilförmig-eiförmig oder rundlich, 9 bis 13 Millimeter lang und mehr als 8 Millimeter breit. Der Kelch ist 5 bis 7 Millimeter groß. Die Krone ist cremefarben mit spateligen Seitenlappen.
Die Blütezeit reicht von Mai bis Juni.
Die Chromosomenzahl beträgt 2n = 52.

## Vorkommen
Teucrium cuneifolium ist auf Kreta in der Präfektur Chania endemisch. Die Art wächst auf Kalkfelsspalten in Höhenlagen von 0 bis 700 Meter.